# Račianske mýto

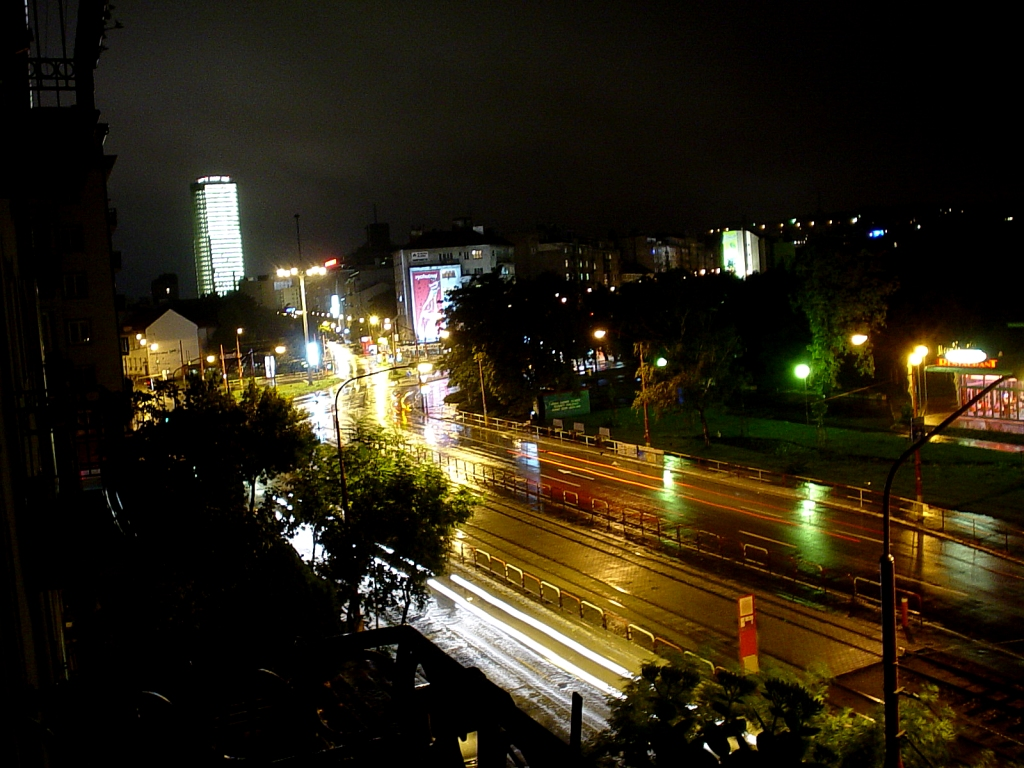
Račianske mýto nocą

Račianske mýto – ważny węzeł komunikacyjny i skrzyżowanie w Bratysławie, na styku obszarów miejskich Stare Miasto i Nové Mesto. Jest to skrzyżowanie ulic Šancová, Mýtna, Radlinského, Legionárska i Račianska.
Przez Račianske mýto przechodzi linia tramwajowa północ-południe, linia trolejbusowa wszchód-zachód i linie autobusowe we wszystkich kierunkach.
Znajduje się tu znany Park Račianske mýto.